# Lol (groupe japonais)
Pour les articles homonymes, voir Lol (homonymie).
lol (エルオーエル, Eru Ō Eru, pronouncé El-oh-el) est un groupe du label Avex Trax.